# Aziatische boompad
De Aziatische boompad (Rentapia hosii) is een amfibie uit de familie Bufonidae (padden).
De soort werd voor het eerst wetenschappelijk beschreven door George Albert Boulenger in 1892. Oorspronkelijk werd de wetenschappelijke naam Nectophryne hosii gebruikt en lange tijd werd de geslachtsnaam Pedostibes gebruikt. In 2016 werd de soort overgeplaatst naar het geslacht Rentapia waardoor veel literatuur nog naar de oude situatie verwijst. De soortaanduiding hosii is een eerbetoon aan de Britse natuuronderzoeker Sir Charles Hose (1863 - 1929).

## Uiterlijke kenmerken
De ruwe huid is groenachtig bruin tot zwart met gele, zwartomzoomde vlekjes. Sommige vrouwtje zwemen naar paars. Op de huid bevinden zich wratten en stekeltjes. De tenen zijn voorzien van hechtschijfjes. De lichaamslengte bedraagt 5 tot 10 centimeter.

## Levenswijze
Het voedsel van deze in hoofdzaak terrestrische, nachtactieve pad bestaat voornamelijk uit mieren. Het is een goede klimmer, dankzij de hechtschijfjes aan zijn tenen.
De eitjes worden afgezet in eiersnoeren in stromend water. De uitgekomen kikkervisjes hechten zich door middel van een zuigmond vast aan stenen.

## Verspreiding en habitat
Deze soort komt voor in Zuidoost-Azië en leeft in Thailand, Maleisië, op Borneo en op Sumatra. De kikker komt voor in laaglanden tot een hoogte van 700 meter boven zeeniveau. De habitat bestaat uit bossen langs rivieren en beken. Een belangrijke bedreiging voor de soort vormt de uitbreiding van menselijke bebouwing langs rivieren.